# Christian Lu
Pour les articles homonymes, voir LU.
Christian Lu ou Lu Yongan (chinois : 陆永安 ; pinyin : lù yǒngān), est un artiste peintre français d'origine chinoise, né le 18 mars 1951 à Shanghai, et établi à Paris en France depuis 1981,. Descendant du célèbre poète Lu You （陆游).

## Biographie
Son père, Lu Benmian (陆本勉) est le premier fabricant chinois de fibre acrylique et son grand-père, Lu Junxiu (陆君秀) est un célèbre enseignant.
Depuis sa tendre enfance, il fréquente des peintres des différentes écoles du Nord et du Sud de la Chine, tels Liu Haisu (刘海粟), Yan Wenliang (颜文樑, Wu Zuoren (吴作人), Li Keran (李可染), Lin Fengmian (林风眠), Lu Yanshao (zh) (陆俨少), Guan Shanyue (zh) (关山月) ou Guan Liang (关良). Il aime alors également peindre, et acquiert la théorie de la peinture de la main de Shen Zicheng (沈子丞).
En novembre 2016, une exposition lui est consacrée au musée national de Chine, à Pékin.
En 2018, le président français Emmanuel Macron, en visite officielle en Chine, remet à son homologue chinois, Xi Jinping, une œuvre de Christian Lu, appelée « La force d’un rêve », allusion au rêve chinois, de la part de la communauté chinoise de France,.
Rêves de nuages, une exposition en novembre 2022 au Musée National des Beaux Arts à Pékin, montre des dizaines de peintures à l'huile de Christian Lu réalisées depuis 2014.

## Galerie

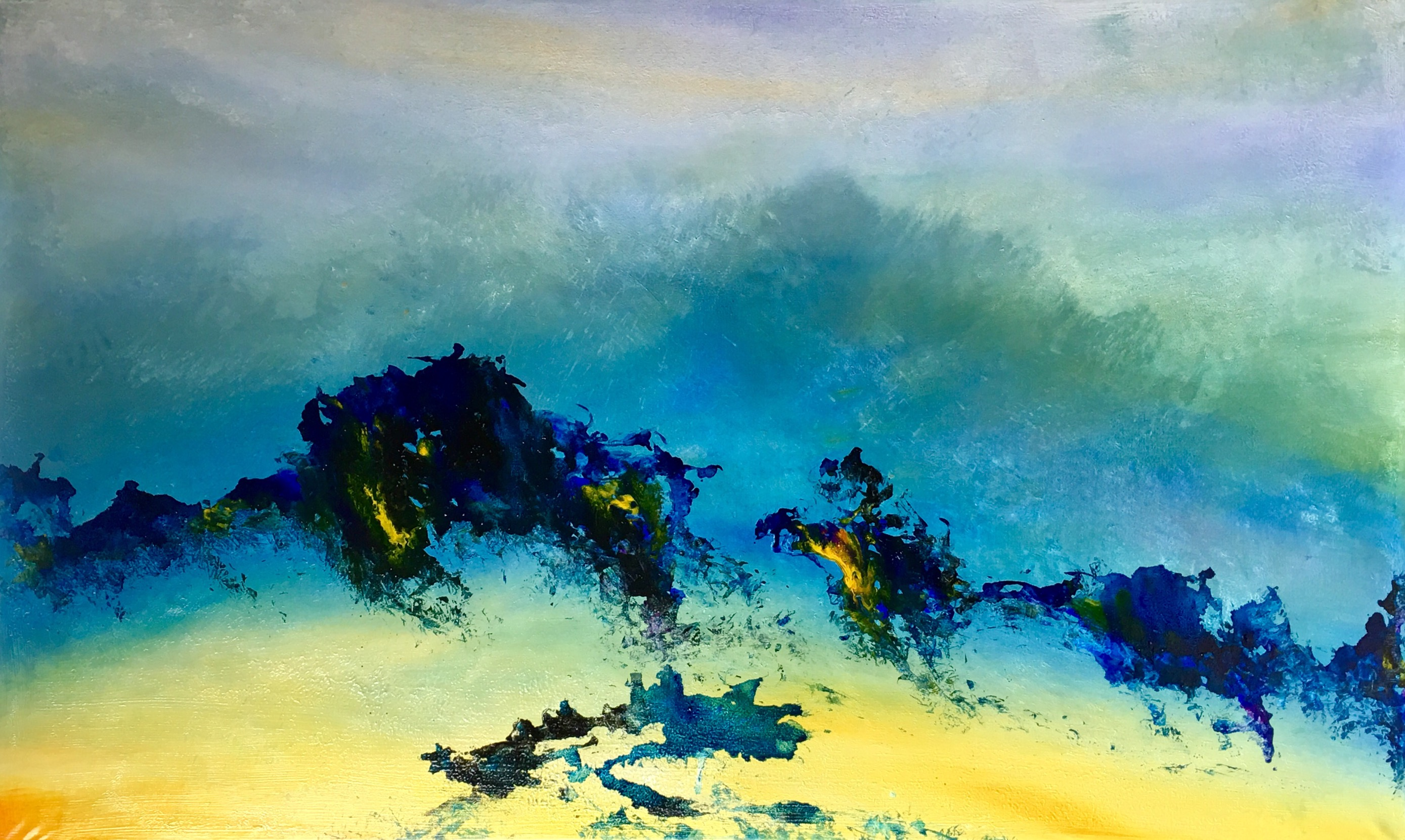
La force d'un rêve No 2, Huile sur toile 2015
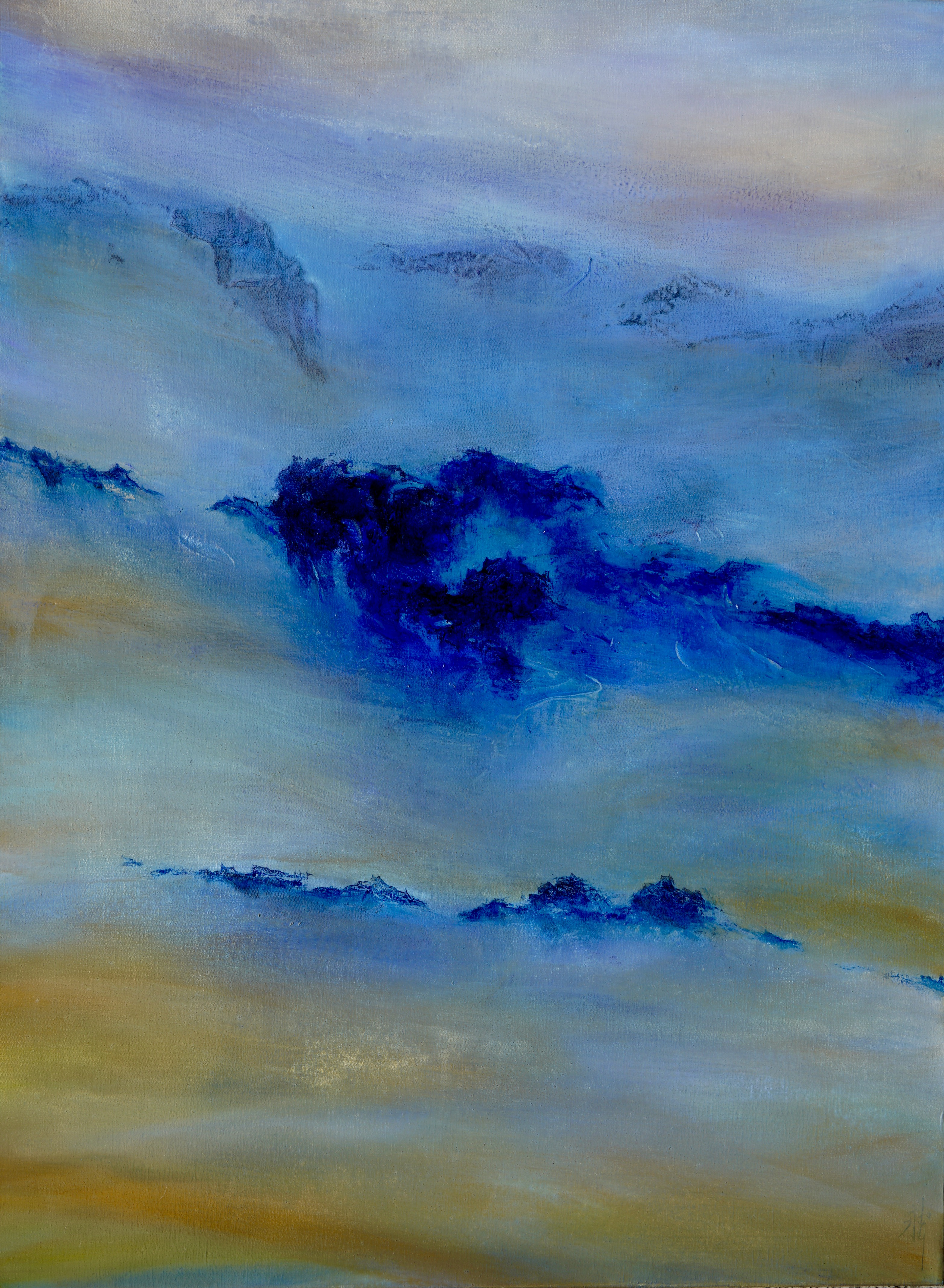
Sans limite, Huile sur toile 2015
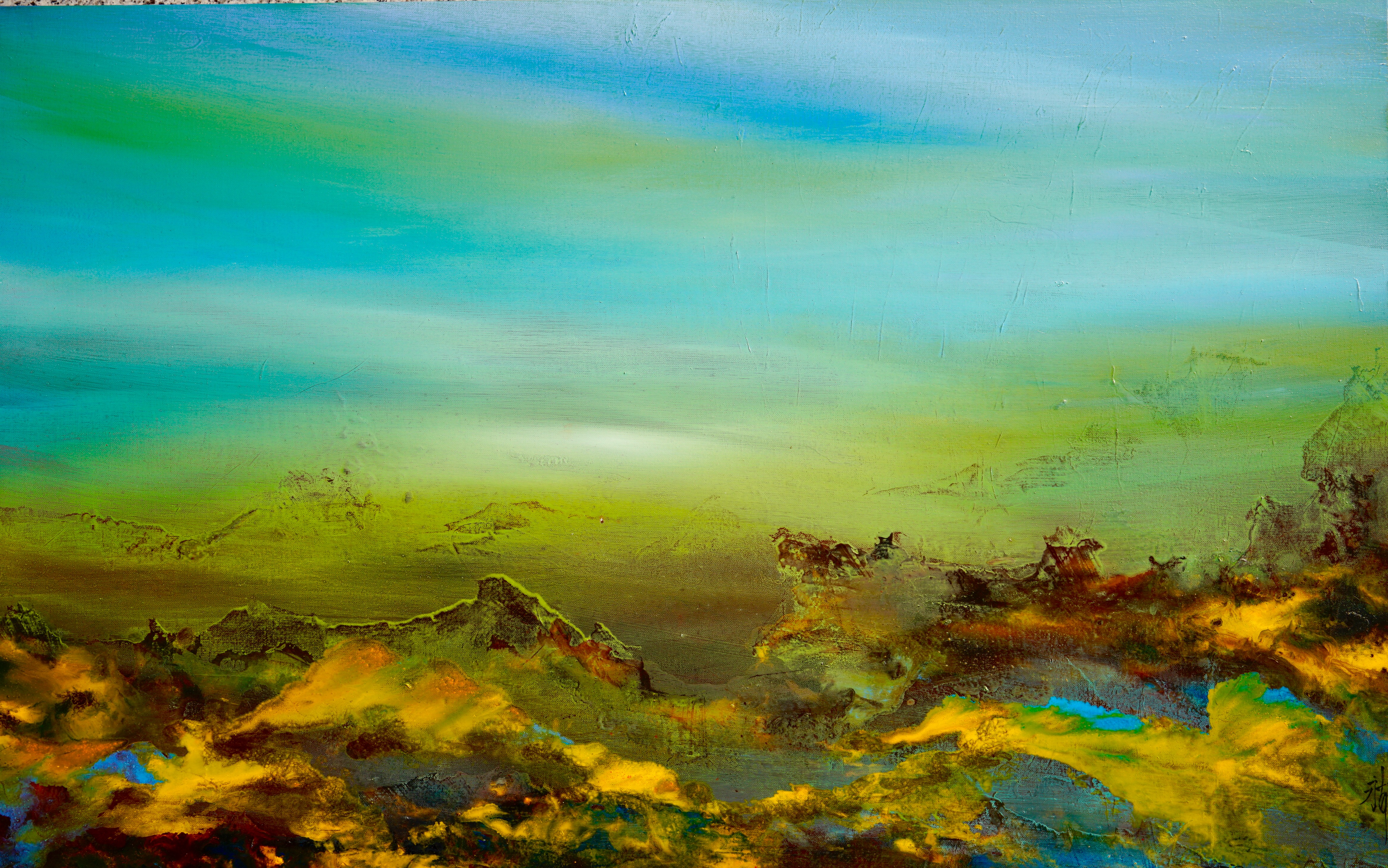
Sans titre, Huile sur toile 2014